# جامه‌دران
جامه‌دران فیلمی ایرانی که در سال ۱۳۹۳ ساخته شد. فیلمنامهٔ این فیلم که اقتباسی از کتابی به همین نام نوشتهٔ ناهید طباطبایی است را حمیدرضا قطبی و ناهید طباطبایی مشترکاً نوشته‌اند و کارگردانی آن را حمیدرضا قطبی بر عهده داشته است. این فیلم از نظر زاویه دید راوی نقطه عطفی در سینمای ایران است.
این فیلم اولین اثر سینمایی حمیدرضا قطبی است و در بخش مسابقه نگاه نو سی و سومین دوره جشنواره فیلم فجر حضور داشت.
این فیلم دیپلم افتخار بهترین فیلم‌نامه اقتباسی را دریافت کرد و در بخش‌های بهترین کارگردانی و بهترین فیلم نگاه نو جشنواره فیلم فجر سی و سوم، نامزد دریافت سیمرغ بلورین بود.
هجدهمین جشن سینمای ایران
| قسمت                      | نامزد                | نتیجه  | جایزه        |
| ------------------------- | -------------------- | ------ | ------------ |
| بهترین بازیگر نقش اول زن  | باران کوثری          | کاندید | تندیس بلورین |
| بهترین بازیگر نقش مکمل زن | مریم کاظمی           | کاندید | تندیس بلورین |
| بهترین فیلمنامه اقتباسی   | حمیدرضا قطبی         | برنده  | تندیس بلورین |
| بهترین تدوین              | حسن حسندوست          | کاندید | تندیس بلورین |
| بهترین موسیقی متن         | سعید انصاری          | کاندید | تندیس بلورین |
| بهترین طراحی لباس         | بابک کریمی           | کاندید | تندیس بلورین |
| بهترین صدابرداری          | زنده یاد یدالله نجفی | کاندید | تندیس بلورین |
| بهترین صداگذاری           | امیر حسین شجاعی      | کاندید | تندیس بلورین |

## خلاصه داستان
داستان فیلم سه اپیزودی «جامه‌دران»، دربارهٔ زنی به نام شیرین است که در مراسم ختم پدرش به روابط جدیدی در زندگی او پی می‌برد و حقایقی تازه را کشف می‌کند.

## بازیگران
- مهتاب کرامتی " شیرین "
- مصطفی زمانی "محمود و بزرگسالی حسین "
- باران کوثری " جوانی گوهر "
- پگاه آهنگرانی " جوانی مه لقا "
- افسر اسدی " مه لقا "
- مریم بوبانی " گوهر "
- محمود بهروزیان "عموی شیرین "
- فرزانه نشاط‌خواه " زن عموی شیرین "
- جمال اجلالی " مراد خان پدر محمود "
- الهام نامی "دوست مه لقا "
- حسن مهمانی " پدر گوهر "
- مریم کاظمی " مادر گوهر "
- مریم رستمی  " خدمتکار شیرین "
- فاطمه مرتاضی " پیرزن "

## بخش نگاه نوسی و سومین جشنواره فیلم فجر
| قسمت             | نامزد                         | نتیجه    | جایزه                                |
| ---------------- | ----------------------------- | -------- | ------------------------------------ |
| بهترین فیلم      | سید جمال ساداتیان             | نامزدشده |                                      |
| بهترین کارگردانی | حمیدرضا قطبی                  | نامزدشده |                                      |
| بهترین فیلمنامه  | حمیدرضا قطبی - ناهید طباطبایی | برنده    | دیپلم افتخار بهترین فیلمنامه اقتباسی |